# Łanowizna
Łanowizna – zniesiona osada, obecnie w granicach wsi Dzierwany w Polsce, położona w województwie podlaskim, w powiecie suwalskim, w gminie Wiżajny. 
Leżała po wschodniej stronie jeziora Hańcza, w północnej jego części; dziś nie istnieje.

## Historia
Dawna osada. W końcu XIX wieku miała 2 domy i 16 mieszkańców. 
Od 1933 istniała gromada Łanowizna w gminie Pawłówka. Po wojnie zniesiona.